# Jessica Göpner
Jessica Göpner est une joueuse allemande de volley-ball née le 11 décembre 1990 à Berlin. Elle mesure 1,73 m et joue au poste de libero. 

## Clubs
| Club           | De        | À         |
| -------------- | --------- | --------- |
| Köpenicker SC  | 1999-2000 | 2007-2008 |
| TSV Rudow 1888 | 2008-2009 | 2008-2009 |
| Köpenicker SC  | 2009-2010 | …         |